# Bruno Genrichowitsch Reiter
Bruno Genrichowitsch Reiter, russisch: Бруно́ Ге́нрихович Ре́йтер, auch: Reyter oder Reuter, (* 28. April 1941 in Hussenbach, Wolgadeutsche Republik, Sowjetunion; † 16. August 2019 in Oblast Omsk) war ein russischer Agrarwissenschaftler und Politiker. Reiter war der Initiator, Gründer und erster Leiter des Deutschen Nationalrajon Asowo, eines Bezirks in der westsibirischen Oblast Omsk in Russland.

## Leben
Bruno Reiter war mehr als 30 Jahre in der Agrarforschung tätig. Er war promovierter Biowissenschaftler und Professor für Genetik und Leiter des Labors für Immungenetik am Sibirischen Forschungsinstitut für Landwirtschaft.
Von 1990 bis 1994 war Reiter Abgeordneter des Regionalrats und der gesetzgebenden Versammlung in der Oblast Omsk. 1992 war er Initiator, Gründer und bis 2010 „Landrat“ des Deutschen Nationalrajon Asowo, der unter anderem von vielen Russlanddeutschen bewohnt wird. Reiter konnte hierzu mit Finanzhilfen aus Deutschland in Millionenhöhe (bis 2010: 100 Millionen Euro) den Landkreis aufbauen.

## Ehrungen und Auszeichnungen
- Orden der Freundschaft (1999)[3]
- Verdienstkreuz 1. Klasse des Verdienstordens der Bundesrepublik Deutschland (2008)
- Gedenkmedaille „Patriot von Russland“ (Медаль "Патриот России")
- Medaille „Für hohe Leistungen“ (медалью «За высокие достижения»)
- Ehrenbürger des Deutschen Nationalrajon Asowo
- Ehrenvorsitzender des Rates der öffentlichen Organisation „Regionale nationale und kulturelle Autonomie der Deutschen im Omsker Gebiet“ ("Региональная национально-культурная автономия немцев Омской области")